# Francisco Domezain y Andía
Francisco Domezain y Andia (Añorbe (Navarra) – Sevilla, 19 de abril de 1782) fue un político español que desempeñó el cargo de asistente de Sevilla entre 1778 y 1782.

## Biografía
Fue hijo de Francisco Antonio Domezain, vecino de Añorbe, y de Pascuala Andía nacida en Lezaun, hermano de Joaquín Domezain (racionero en la Catedral de la Seo de Zaragoza), Ildefonso Domezain (teniente de caballería en Guatemala); Pedro José Domezain que ingresó en la orden jesuita y se embarcó hacia Nueva España, y Sor Águeda que ingreso como religiosa en el Monasterio de Santa Clara (Belorado).
En 1766, durante los acontecimientos del Motín de Esquilache, mientras actuaba como mercader y Comisario General de la Cruzada en Zaragoza, los manifestantes asaltaron su casa. Solicitó un nuevo destino a Carlos III de España que lo promovió a diversos cargos, entre ellos tesorero del ejército y reino de Mallorca entre 1766 y 1769, y a partir de 1769 contador e intendente del ejército de Andalucía, superintendente de rentas reales y asistente de Sevilla entre 1778 y 1782, sucediendo en este puesto a Pablo de Olavide que cesó al ser procesado y condenado por la inquisición. Estuvo vinculado a los círculos de Olavide y fue uno de los fundadores de
la Sociedad Económica de Amigos del País en Sevilla.
Pocos meses después de tomar posesión de su cargo como asistente en Sevilla, recibió una carta firmada por el conde de Floridablanca, fechada a 7 de octubre de 1779, en la que se la advertía que se había detectado la presencia de extranjeros que pretendían comprar el mayor número posible de pinturas de Bartolomé Esteban Murillo para sacarlas del país, por lo que se le indicaba tomara al respecto las medidas pertinentes. Por ota parte prestó especial atención a la protección de los niños desamparados que por aquel entonces abundaban en la ciudad, favoreciendo a la institución fundada por Toribio de Velasco en 1724 conocida como Seminario de Niños Toribios,  que se encargaba de recogerlos de la calle y educarlos para reinsertarlos en la sociedad, consiguiendo que fuera su sede el Colegio de San Hermenegildo que había pertenecido a los jesuitas hasta su expulsión de España en 1767 por orden de Carlos III.
Tras su muerte, fue enterrado en la Iglesia del Colegio de San Hermenegildo, bajo una lápida con el siguiente epitafio.

Aquí yace D. Francisco Antonio Domezain, intendente del ejército, y cuatro Reynos de Andalucía, y Asistente de Sevilla, apasionado de este establecimiento de los niños toribios, a quienes por la superioridad se ha destinado esta Iglesia. Vita clarus, morte clarior. Falleció en 19 de Abril del año de 1782.